# Willi Fuggerer
Wilhelm „Willi” Fuggerer (ur. 11 września 1941 w Norymberdze, zm. 2 września 2015 tamże) – niemiecki kolarz torowy reprezentujący RFN, brązowy medalista olimpijski.

## Kariera
Największy sukces w karierze Willi Fuggerer osiągnął w 1964 roku, kiedy wspólnie z Klausem Kobuschem zdobył brązowy medal w wyścigu tandemów podczas igrzysk olimpijskich w Tokio. W wyścigu o brązowy medal Niemcy pokonali ekipę Holandii. Był to jedyny medal wywalczony przez Fuggerera na międzynarodowej imprezie tej rangi. Na tych samych igrzyskach Fuggerer zajął ponadto piąte miejsce w sprincie indywidualnym. Wielokrotnie zdobywał medale torowych mistrzostw kraju, w tym dziewięć złotych. Nigdy nie zdobył medalu na torowych mistrzostwach świata.